# باشگاه فوتبال رویال پوما
رویال پوما یک تیم فوتبال از پاگو پاگو، ساموآی آمریکا است. آنها در لیگ بزرگسالان ساموآی آمریکا بازی می‌کنند.